# Михалис Хрисохоидис
Михалис Василиу Хрисохоидис (на гръцки: Μιχάλης Βασιλείου Χρυσοχοΐδης) е гръцки юрист и политик, министър на вътрешните работи на Гърция. В миналото е представител на Общогръцкото социалистическо движение (ПАСОК), но впоследствие преминава към Нова демокрация.

## Биография
Роден е на 31 октомври 1955 година в южномакедонското берско гръцко село Ниси. Завършва Юридическия факултет на Солунския университет „Аристотел“.
През 1974 година влиза в ПАСОК. Дълго време е секретар на групата на ПАСОК в номархия Иматия. През юни 1987 година е назначен за номарх на ном Кардица, като остава на поста до май 1989 година.
През юни 1989, ноември 1989, 1990, 1993, 1996, 2000 и 2004 година Михалис Хрисохоидис е избиран за депутат от ПАСОК от избирателен район Иматия, а в 2007, 2009, май 2012 и юни 2012 година - от II Атински избирателен район.
От Втория конгрес на ПАСОК на 24 септември 1990 година е избиран постоянно за член на Централния комитет на ПАСОК. През 1993 година е избран за член на Бюрото на Парламентарната група на ПАСОК и негов заместник-секретар. През януари 1995 година, с решение на председателя на ПАСОК, е назначен за член на Бюрото на Партията на европейските социалисти. Секретар е на Централния комитет на ПАСОК.
Заместник-министър на търговията е от 8 юли 1994 година до 22 януари 1996 година. Заместник-министър на развитието и търговията е от 22 януари 1996 до 18 февруари 1999 година.
От 18 февруари 1999 година до 7 юли 2003 година е министър на обществения ред. От октомври 2009 година до септември 2010 година е министър за защита на гражданите. От септември 2010 година до март 2012 година е министър за развитието, конкуреницията и транспорта. От март 2012 година до май 2012 година отново е министър за защита на гражданите. От юли 2013 до януари 2015 година е министър на инфраструктурата, транспорта и съобщенията.
След победата на Нова демокрация на изборите през 2019 г. Кирякос Мицотакис привлича Михалис Хрисохоидис отново като министър на вътрешните работи („министър за защита на гражданите“) от 10 юни 2019 г.